# HD 96167 b
HD 96167 b é um planeta extrassolar localizado a 274 anos-luz de distância na constelação de Crater. Ele orbita a estrela de tipo G HD 96167. Ele é um planeta parecido com Júpiter que orbita sua estrela em uma órbita bastante excêntrica.